# National Academies Press
La National Academies Press (NAP) è stata creata per pubblicare i rapporti pubblicati dalle National Academies of Sciences, Engineering and Medicine, dalla National Academy of Engineering, dalla National Academy of Medicine e dal National Research Council. Pubblica quasi 200 libri all'anno su una vasta gamma di argomenti nelle scienze. La missione dichiarata del PAN è apparentemente contraddittoria: diffondere il più ampiamente possibile le opere delle Accademie nazionali di scienze, ingegneria e medicina e autosostenersi finanziariamente attraverso le vendite. Questa missione ha portato a grandi sperimentazioni per quanto riguarda l'apertura alla pubblicazione online.

## PDF gratuiti
Il 2 giugno 2011, la NAP ha annunciato che avrebbe fornito il full text di tutti i rapporti delle National Academies of Sciences, Engineering, and Medicine come download di PDF gratuiti.